# باغداری ارگانیک

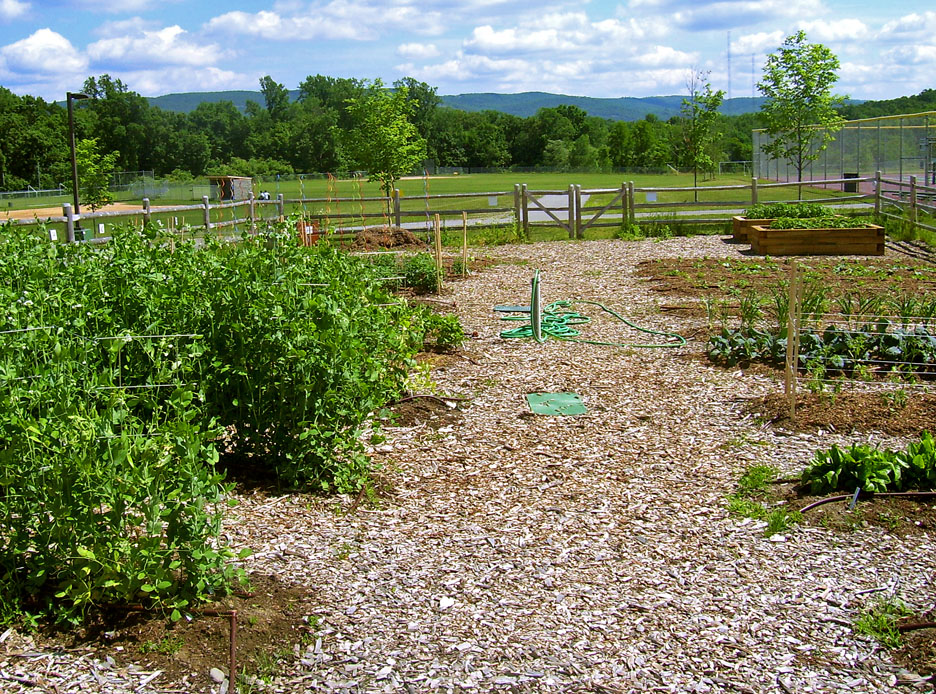
یک باغ ارگانیک در محوطه مدرسه

باغداری ارگانیک یا باغبانی ارگانیک (به انگلیسی: Organic horticulture) علم و هنر پرورش میوه‌ها، سبزیجات، گل‌ها یا گیاهان زینتی با پیروی از اصول اساسی کشاورزی ارگانیک در خاک‌سازی و حفاظت، مدیریت آفات و حفظ تره‌بار است.
واژه‌های لاتین hortus (گیاه باغ) و cultura (کشت) با هم باغبانی علمی را تشکیل می‌دهند که به‌طور سنتی به عنوان کشت یا رشد گیاهان باغ تعریف می‌شود. باغبانی علمی نیز گاهی به سادگی به عنوان «کشاورزی منهای گاوآهن» تعریف می‌شود. در این باغبانی به جای گاوآهن، از نیروی انسانی و ابزار دستی باغبان استفاده می‌شود، هرچند که امروزه معمولاً از برخی ماشین‌آلات کوچک مانند پنجه‌های گردان بهره‌گیری می‌شود.